# Challenger de Sibiu 2021
El torneo Sibiu Open 2021 fue un torneo de tenis perteneciente al ATP Challenger Tour 2021 en la categoría Challenger 80. Se trató de la 10.ª edición, el torneo tuvo lugar en la ciudad de Sibiu (Rumania), desde el 27 de septiembre hasta el 3 de octubre de 2021 sobre pista de tierra batida.

## Jugadores participantes del cuadro de individuales
| Favorito | País                            | Jugador            | Rank1 | Posición en el torneo |
| -------- | ------------------------------- | ------------------ | ----- | --------------------- |
| 1        | Bandera de Italia               | Stefano Travaglia  | 98    | CAMPEÓN               |
| 2        | Bandera de Moldavia             | Radu Albot         | 104   | Primera ronda         |
| 3        | Bandera de Eslovaquia           | Alex Molčan        | 118   | Cuartos de final      |
| 4        | Bandera de Bosnia y Herzegovina | Damir Džumhur      | 129   | Segunda ronda         |
| 5        | Bandera de República Checa      | Zdeněk Kolář       | 149   | Cuartos de final      |
| 6        | Bandera de Suiza                | Marc-Andrea Hüsler | 159   | Semifinales           |
| 7        | Bandera de Australia            | Thanasi Kokkinakis | 183   |                       |
| 8        | Bandera de la India             | Sumit Nagal        | 185   | Semifinales           |

- 1 Se ha tomado en cuenta el ranking del 20 de septiembre de 2021.

### Otros participantes
Los siguientes jugadores recibieron una invitación (wild card), por lo tanto ingresan directamente al cuadro principal (WC):
- Victor Vlad Cornea
- Vlad Andrei Dancu
- Petros Tsitsipas

Los siguientes jugadores ingresan al cuadro principal tras disputar el cuadro clasificatorio (Q):
- Yan Bondarevskiy
- David Ionel
- Yshai Oliel
- Ștefan Paloși

## Campeones

### Individual Masculino
- Stefano Travaglia derrotó en la final a  Thanasi Kokkinakis, 7–6(4), 6–2

### Dobles Masculino
- Alexander Erler /  Lucas Miedler derrotaron en la final a  James Cerretani /  Luca Margaroli, 6–3, 6–1